# Konice (stacja kolejowa)
Konice – stacja kolejowa w Konicy, w kraju ołomunieckim, w Czechach. Znajduje się na wysokości 435 m n.p.m.
Na stacji nie ma możliwości zakupu biletu, a obsługa podróżnych odbywa się w pociągu. 

## Linie kolejowe
- 271 Prostějov – Konice – Dzbel – Chornice